# Caspia gmelinii
Caspia gmelinii is een slakkensoort uit de familie van de Hydrobiidae. De wetenschappelijke naam van de soort is voor het eerst geldig gepubliceerd in 1887 door Clessin & W. Dybowski.